# Ichthyerpeton
Ichthyerpeton — вимерлий рід стегоцефалів з Пенсильванії в Ірландії. Спочатку він був описаний Є.П. Райт і Томас Генрі Хакслі в 1866 році на основі шарнірного часткового скелета з вугільного пласта Джарроу в графстві Кілкенні. Його переописали в 2021 році Аодхан О Гогайн і Патрік Н. Вайз Джексон, які за допомогою рентгенівської томографії проглянули крізь щільне покриття луски, яке приховує багато кісток. Тіло було дуже видовженим, з високими диплоспондильними хребцями, схожими на емболомери. Скам'янілість включає міцну задню кінцівку з чіткими пальцями та пропорційно короткою гомілковою кісткою. Хоча раніше вважався емболомером, колостеїдом або довготілим темноспондилом, іхтіерпетон має унікальну комбінацію особливостей, яка перешкоджає однозначному розміщенню серед цих груп чотириногих.